# Figueiral (Ribeira Grande)
Figueiral es una localidad caboverdiana del municipio de Ribeira Grande.

## Geografía
La localidad está situada en la isla de Santo Antão.

## Organización territorial
La localidad abarca los lugares y barrios de:
- Almeirim
- Beco de Porto
- Chã de Augusto
- Corda Simão
- Descanso
- Dogolho
- Figueiral de Cima
- Lombo de João Papa
- Lombo Guerra
- Manuel Fico
- Rua Escolástica
- Selada de Boaventura
- Terrinha Vermelha
- Topo de Djack
- Travessa
- Travessod